# Bill Graham (polityk)
William C. Graham, Bill Graham (ur. 17 marca 1939 w Montrealu, zm. 7 sierpnia 2022) – kanadyjski polityk, minister spraw zagranicznych, minister obrony, członek Liberalnej Partii Kanady.
Studiował na uniwersytetach w Toronto i Paryżu, gdzie obronił doktorat z prawa. Prowadził prywatną praktykę prawniczą, następnie pracował jako wykładowca na uniwersytecie w Montrealu i uniwersytecie McGill (także w Montrealu). W 1993 został po raz pierwszy wybrany do parlamentu z ramienia Partii Liberalnej, zajmował się jako deputowany problematyką polityki zagranicznej i międzynarodowych stosunków gospodarczych.
W styczniu 2002 został ministrem spraw zagranicznych w gabinecie Jeana Chrétiena, zastępując Johna Manleya. Zachował tekę w rządzie Paula Martina, utworzonym w grudniu 2003. Po wyborach parlamentarnych w czerwcu 2004 przeszedł na stanowisko ministra obrony (w miejsce Davida Pratta). Jednocześnie był nieprzerwanie wybierany do parlamentu (1997, 2000, 2004, 2006).
Po porażce liberałów w wyborach parlamentarnych w styczniu 2006 utracił miejsce rządowe. Pozostał natomiast w parlamencie i został tymczasowym liderem opozycji.
Żonaty, ma dwoje dzieci. Nosi tytuły członka Tajnej Rady Królowej ds. Kanady oraz radcy królowej.